# Zhao Lianhai
Zhao Lianhai, né à Pékin le 21 mai 1972, est un dissident chinois et ancien employé dans la sécurité alimentaire qui est devenu un activiste pour les parents d'enfants blessés lors du scandale du lait frelaté en 2008. En novembre 2010, il a été condamné à deux ans et demi d'emprisonnement pour « trouble à l'ordre social ».

## Biographie
En 2008, le fils de Zhao Lianhai, Pengui, est une des victimes du lait contaminé. À l'époque six bébés sont morts et 300 000 ont été malades, dont 50 000 hospitalisés pour des problèmes rénaux. Mais Zhao Lianhai n’a pas accepté les excuses du Premier ministre Wen Jiabao sur cette affaire. En 2009, il ouvre une pétition, signée par de nombreux parents, pour protester contre le montant des compensations financière proposées par les autorités chinoises,.
Zhao Lianhai a été arrêté en novembre 2009. Mais il n'a pas été jugé pour avoir créé « des troubles à l'ordre public » avant le 30 mars 2010, un retard que son avocat Li Fangping a déclaré avoir « dépassé de loin » les délais légalement stipulés. La preuve du délit de Zhao Lianhai présenté à la cour consistait en ses efforts pour organiser des réunions et des manifestations concernant le scandale du lait contaminé en 2008, et des interviews qu'il a données aux médias pour attirer l'attention sur le scandale. L'organisation Chinese Human Rights Defenders  considère que Zhao Lianhai a été puni pour avoir exercé ses droits à la liberté d'expression, d'association et de réunion en organisant des parents lésés pour promouvoir une plus grande responsabilité, des recours légaux et une réforme du système de sécurité alimentaire. Après avoir passé plus de sept mois supplémentaires dans l'attente de son verdict, Zhao Lianhai a été reconnu coupable et condamné le 10 novembre 2010. Il a été condamné à deux ans et demi de prison pour trouble à l’ordre social le 10 novembre 2010.
En décembre 2010, Zhao Lianhai aurait été libéré et publie sur son blog un message favorable aux autorités chinoise : « Je soutiens et remercie le gouvernement et m'excuse de mes précédents commentaires excessifs sur les autorités ».